# Córax (rei de Sicião)
Córax, na mitologia grega, foi um rei de Sicião.
Seu pai e antecessor, Coronus, era filho de Apolo e de Chrysorthe, descendente de Egialeu, o fundador de Egialeia (que mais tarde seria chamada de Sicião).
Córax reinou de 1455 a 1425 a.C., e morreu sem filhos, sendo sucedido por Epopeu, que veio da Tessália. Epopeu foi sucedido por Laomedonte, irmão de Córax.